# Nasîpne, Feodosia
Nasîpne (în ucraineană Насипне) este localitatea de reședință a comunei Nasîpne din orașul regional Feodosia, Republica Autonomă Crimeea, Ucraina.

## Demografie
Componența lingvistică a localității Nasîpne
     Rusă (73,17%)
     Tătară crimeeană (17,83%)
     Ucraineană (7,68%)
     Alte limbi (0,24%)
Conform recensământului din 2001, majoritatea populației localității Nasîpne era vorbitoare de rusă (73,17%), existând în minoritate și vorbitori de tătară crimeeană (17,83%) și ucraineană (7,68%).